# أن تكون عربيا في أيامنا (كتاب)
أن تكون عربيا في أيامنا كتاب يجمع ما أعده عزمي بشارة من منتصف 2007 إلى بداية 2009 من أبحاث ودراسات ومحاضرات تناولت القضايا العربية والمتغيرات التي رافقت نهاية فترة جورج دبليو بوش الرئاسية وقضية فلسطين. يطرح الكتاب نظرة عزمي بشارة في ضرورة الاعتراف بحق الأمة العربية في تقرير مصيرها وفرض سيادتها عبر الديمقراطية والمواطنة المتساوية.